# 毒物及び劇物取締法
毒物及び劇物取締法（どくぶつおよびげきぶつとりしまりほう、昭和25年12月28日法律第303号）は、有害物質に関する法律である。毒劇法と略称される。
毒物および劇物について、保健衛生上の見地から必要な取締を行うことを目的とし、急性毒性などに着目して、毒物や劇物を指定し、製造、輸入、販売、取扱いの規制を行うことを定めている。1950年（昭和25年）12月28日に公布された。

## 主務官庁
- 厚生労働省医薬局医薬品審査管理課化学物質安全対策室

経済産業省製造産業局化学物質管理課化学物質安全対策室、農林水産省消費・安全局農産安全管理課農薬対策室と連携して執行にあたる。

## 概要
毒物および劇物は、この法律で指定されているものおよび薬事・食品衛生審議会の答申を基に政令で指定されているものがある。毒物および劇物に指定されると、製造、輸入、販売、取扱等が厳しく規制される。また、毒物および劇物を販売する場合には、安全データシート (SDS) の添付が義務付けられている。

## 分類
分類は厚生労働省の諮問委員会で決定されるが、判定基準を参考に決定される。医薬品および医薬部外品は本法律では規定しない。以下に目安を示すが、化学物質ごとに個別判断されるのでこの範囲に適合しないものもある。

### 毒物
判定基準を大人で換算すると、たとえば誤飲した場合の致死量が、2 g程度以下のもの。GHSにおける急性毒性区分1または2に相当。法別表で27品目、毒物及び劇物指定令で106品目を定めている。

### 劇物
判定基準を大人で換算すると、たとえば誤飲した場合の致死量が、2 - 20 g程度のもの。あるいは刺激性が著しく大きいもの。GHSにおける急性毒性区分3、皮膚腐食性区分1、眼傷害性区分1に相当。法別表で93品目、毒物及び劇物指定令で338品目を定めている。

### 特定毒物
毒物のうちで極めて毒性が強く、且つ広く一般に使用されるもの。法別表で9品目、毒物及び劇物指定令で10品目を定めている。

### 普通物
上記に該当しないもの
ただし、医薬品および医薬部外品は、毒物および劇物には含まない（法2条）。また混同されやすいが「医薬品医療機器等法における毒薬、劇薬」と「毒物及び劇物取締法における毒物、劇物」は全く異なる分類である。
なお、毒物あるいは劇物を希釈した製品（例えば殺虫剤）は、政令の規定次第で毒物から劇物、あるいは無指定へと除外される。
また特定毒物については取り扱いが厳しく規制されているが、それ以外の毒物と劇物の差は表示（毒物は毒物と、劇物は劇物と表示する）のみである。この点は、毒薬と劇薬とで保管の規制に差があることと対照的である。

## 規制
業態に応じて大きく4段階の規制が行われる。
毒物劇物営業者
毒物および劇物の販売とそれを目的とした製造、輸入を行うもので（法3条）、3つの業態別に登録が必要となり（法4条-6条）、それぞれ毒物劇物取扱責任者を置く必要がある（法7条）。販売業はさらに「一般販売業」、「農業用品目販売業」、「特定品目販売業」に分けられる。また非届出業務上取扱者としての義務に加えて、譲渡に関して様々な規制がある。
特定毒物研究者・特定毒物使用者
特定毒物を使用する者（法3条の2）。研究者は都道府県知事の許可を得て、学術研究のために製造・輸入・使用ができる。また品目ごとに政令で指定された使用者は、それぞれ定められた用途に使用できる。非届出業務上取扱者としての義務に加えて、認められた以外の譲渡や所持が禁止されている。
要届出業務上取扱者
政令で定める事業（電気メッキ、金属熱処理、大量運送、しろあり防除）のために毒物および劇物を取り扱う者（法22条1、施行令第41条）。都道府県知事への届出が必要で、非届出業務上取扱者としての義務に加えて、毒物劇物取扱責任者を置き（法7条）、廃棄物の回収命令に従う（法15条の3）などの義務がある。
非届出業務上取扱者
業務上毒物および劇物を取り扱う者（法22条5、施行規則第18条の2）。適正な管理（法11条）、表示（法12条）、廃棄（法15条の2）、運搬（法16条）、事故の際の届出（法16条の2）、および報告や立入検査などに応じる（法17条）義務がある。
適正な表示や廃棄の義務には懲役3年以下または罰金200万円以下の、事故届出や報告・立入検査の義務には罰金30万円以下の罰則がある。

## 表示方法
| 毒物          | 劇物          |
| ------------- | ------------- |
| 毒物 医薬用外 | 劇物 医薬用外 |
| 医薬用外毒物  | 医薬用外劇物  |

毒物または劇物の容器および被包には、以下の項目の表示が義務付けられている
- 「毒物」または「劇物」である旨を定められた通りに表示
  - 毒物 「医薬用外」の文字と、赤地に白文字で「毒物」の文字
  - 劇物 「医薬用外」の文字と、白地に赤文字で「劇物」の文字
- 毒物または劇物の名称
- 毒物または劇物の成分およびその含量
- 厚生労働省令で定める毒物または劇物については、同省令で定める解毒剤の名称
- 毒物または劇物の取扱いおよび使用上特に必要と認めて、厚生労働省令で定める事項

## 判定基準
国立医薬品食品衛生研究所 (NIHS) が公開している判定基準の要約を次に示す。毒物および劇物の判定は次に示す動物またはヒトにおける知見（急性毒性、刺激性）に基づき、当該物質の物性、化学製品としての特質等も勘案する。
| 経路                   | 毒物基準                 | 劇物基準                                                     |
| ---------------------- | ------------------------ | ------------------------------------------------------------ |
| 経口                   | LD50が50 mg/kg以下       | LD50が50 mg/kgを超え300 mg/kg以下                            |
| 経皮                   | LD50が200 mg/kg以下      | LD50が200 mg/kgを超え1,000 mg/kg以下                         |
| 吸入（ガス）           | LC50が500 ppm(4 hr)以下  | LC50が500 ppm(4 hr)を超え2,500 ppm(4 hr)以下                 |
| 吸入（蒸気）           | LC50が2.0 mg/L(4 hr)以下 | LC50が2.0 mg/L(4 hr)を超え10 mg/L(4 hr)以下                  |
| 吸入（ダスト・ミスト） | LC50が0.5 mg/L(4 hr)以下 | LC50が0.5 mg/L(4 hr)を超え1.0 mg/L(4 hr)以下                 |
| 皮膚・粘膜刺激性       |                          | 硫酸、水酸化ナトリウム、フェノールなどと同等の刺激性を有する |

原則、毒物基準を1つ以上満たす場合は毒物、毒物基準は該当せず劇物基準を1つ以上満たすものは劇物とする。この基準はGHSにおける急性毒性、皮膚腐食性、眼傷害性の判定基準に準拠している。
有機溶剤のトルエンやキシレンは比較的毒性が低く劇物の基準には満たないが、いわゆる「シンナー遊び」の横行が社会問題となったため劇物に指定された。またアジ化ナトリウムは従来劇物にも指定されていなかったが、飲食物への混入事件を契機として毒物に指定され、より厳しい管理下におかれることになった。これらは、社会的影響の大きさから下された判断であると考えられている。
逆に、社会的影響の小ささから指定されていないものも多く存在する。金属セシウムは非常に反応性が大きく、空気や水との反応で発火・爆発を起こしやすいが、より反応性が低い金属ナトリウム・カリウム、およびナトリウム・カリウム合金などが指定されているのにもかかわらず、取締りの対象となっていない。
この例にみられるように、毒性や危険性が高くてもごく限られた用途にしか使用されず、社会的な問題を起こしていない物質は取り締まりの対象として指定されない傾向にある。猛毒の神経剤であるサリンは、市場での流通は全くないため、毒劇物指定されておらず、サリン等による人身被害の防止に関する法律によって流通規制されている（一方タブンは、サリンに近い毒性を持つにもかかわらず、劇物となっている）。
トリカブト（アコニチン）などの天然物は、まず指定されない。タバコの葉から採れるニコチンは、毒性の高さから毒物に指定されているが、ナス科の植物であるタバコ自体は、毒物には指定されていない。植物で毒劇物に指定されているのは、クラーレおよび抹香の製造に用いられるシキミである。シキミの果実にはアニサチンが含まれ、食用であるスターアニスの果実とよく似ていることから間違えて料理に使った中毒事例がある。

## 年表
以下は主要なものの抜粋である。これ以外にも農薬など多くの指定変更がある。
- 1912年、毒物劇物営業取締規則（明治45年内務省令第5号）。毒物6品目、劇物37品目を指定。
- 1947年、毒物劇物営業取締法（昭和22年法律第206号）。新憲法施行に伴う法律制定。製造業・輸入業は届出制、販売業は許可制となった。資格を持った事業管理人を必ず置くこととした。
- 1950年、毒物及び劇物取締法（昭和25年法律第303号）。帝銀事件など毒物・劇物による殺人・自殺が多発し、また取扱い上の管理不十分に起因する事故も続発したことから、規制対象を営業者のみではなく業務上取扱者にも拡大した。営業者については登録制に移行。
- 1955年、一部改正により特定毒物7品目を設定して一般の取扱を禁止したほか、毒物および劇物の廃棄について規定した。
- 1956年、毒物および特定毒物に2品目を追加指定。
- 1960年、「燐化アルミニウムとその分解促進剤とを含有する製剤」を特定毒物に指定。
- 1965年、全部改正により、事業管理人を毒物劇物取扱責任者に改称、資格試験および販売業の登録を3種に区分した。また届出業務上取扱者を制度化した。法別表では原体のみを定め、製剤は指定令で指定する形式とした。法定品目数は毒物27、劇物93、特定毒物9であり以降変更がない。
- 1972年、一部改正により、シンナーなどの溶剤として用いられる毒物劇物の乱用を禁止し、また発火性・爆発性の毒物劇物の使用を規制した。これに伴って酢酸エチルやトルエンを劇物に指定。そのほか毒物および劇物の運搬に関する規制が強化され、劇物たる家庭用品が2品目指定された。
- 1974年、アクリルアミドを劇物に指定。
- 1975年、キシレンを劇物に指定。
- 1976年、ブロムメチルを劇物に指定。
- 1983年、クロルデンを劇物に指定。指定品目数は毒物43、劇物197、特定毒物10。
- 1987年、ストリキニーネを毒物に指定。
- 1988年、トリフルオロメタンスルホン酸を劇物に指定。
- 1990年、三塩化リン、三フッ化リン、五塩化リン、塩化ホスホリル、三塩化ホウ素、三フッ化ホウ素、四フッ化硫黄、ジボランを毒物に、亜塩素酸ナトリウム、トリクロロシラン、モノゲルマンを劇物に指定、アンチモン酸ナトリウムを劇物から普通物に変更。
- 1991年、アリルアルコールを毒物に、アクリル酸、メタクリル酸を劇物に指定。
- 1993年、ホスゲンとメチルメルカプタンを毒物に、亜硝酸メチルと塩化チオニルを劇物に指定。
- 1994年、ヒ化ガリウムとヒ化インジウムを毒物から普通物に変更。
  - 半導体産業でよく使用される物質である。
- 1995年、ヒドラジン、メチルホスホン酸ジクロリドを毒物に、高濃度ギ酸、メチルホスホン酸ジメチルを劇物に指定。
  - メチルホスホン酸誘導体はサリン事件の影響。
- 1998年、アジ化ナトリウムを毒物に指定。
  - 毒物混入事件の影響。
- 2002年、フッ化スルフリルを毒物に指定。
- 2004年、三塩化チタン、フルオロスルホン酸、六フッ化タングステンを毒物に指定。
- 2006年、三塩化チタンを毒物から劇物に変更。これは毒性評価の誤りにより[4]、前回から2年で指定変更となったものである。
- 2008年、2-メルカプトエタノールを毒物に指定。